# Abila Lysaniae
Abila Lysaniae (łac. Dioecesis Abilenus Lysaniae) – stolica historycznej diecezji w Cesarstwie Rzymskim (prowincja Fenicja), współcześnie w Syrii. Pierwsze wzmianki o jej biskupach pochodzą z IV wieku. Od XVIII w. katolickie biskupstwo tytularne. 

## Biskupi tytularni
| Lp. | Biskup                        | Funkcja                                                                 | Od                   | Do                  |
| --- | ----------------------------- | ----------------------------------------------------------------------- | -------------------- | ------------------- |
| 1   | Juan Bautista Pes y Polo      |                                                                         | 20 września 1728     | [ 1 ]               |
| 2   | John Menzies Strain           | wikariusz apostolski Dystryktu Wschodniego (Szkocja)                    | 2 września 1864      | 15 marca 1878       |
| 3   | Pietro Facciotti              | biskup pomocniczy Palestriny (Włochy)                                   | 28 września 1879     | 27 lutego 1880      |
| 4   | Alphonse-Hilarion Fraysse SM  | wikariusz apostolski Nowej Kaledonii (Francja)                          | 6 kwietnia 1880      | 18 września 1905    |
| 5   | Aloys Schaefer                | wikariusz apostolski Saksonii, administrator apostolski Drezna (Niemcy) | 4 kwietnia 1906      | 5 września 1914     |
| 6   | Dionizije Njaradi             | eparcha pomocniczy kriżewczyński (Chorwacja)                            | 5 grudnia 1914       | 22 kwietnia 1920    |
| 7   | Joseph Shanahan CSSp          | wikariusz apostolski Południowej Nigerii                                | 22 kwietnia 1920     | 25 grudnia 1943     |
| 8   | Louis Delmotte                | emerytowany biskup Tournai (Belgia)                                     | 8 lipca 1945         | 29 sierpnia 1957    |
| 9   | Enrique Principe              | biskup pomocniczy Santa Fe (Argentyna)                                  | 28 listopada 1957    | 7 października 1974 |
| 10  | John Adel Elya BS             | eparcha pomocniczy Newton (USA)                                         | 21 marca 1986        | 25 listopada 1993   |
| 11  | Georges Kahhalé Zouhaïraty BA | melchicki egzarcha apostolski Wenezueli                                 | 12 października 1995 |                     |